# Jean Desforges
Jean Catherine Desforges, coniugata Pickering (Forest Gate, 4 luglio 1929 – Welwyn Garden City, 25 marzo 2013), è stata una lunghista, ostacolista e velocista britannica.

## Palmarès
- Giochi olimpici

Helsinki 1952: bronzo nella staffetta 4×100 metri.
- Europei

Bruxelles 1950: oro nella staffetta 4×100 metri.
Berna 1954: oro nel salto in lungo.
- Giochi del Commonwealth

Vancouver 1954: bronzo nel salto in lungo, bronzo negli 80 metri ostacoli.